# Münchener Wingolf
De Münchener Wingolf  is een kleurdragende studentenvereniging met een christelijke oriëntatie in Wingolf uit München. Het verwerpt de mensuur en is politiek ongebonden.
Münchener Wingolf is een academische mannelijke studentenvereniging van de Ludwig Maximilians-Universiteit en de Technische Universiteit München. Het motto is: Wahrheit und Treue! (Nederlands: waarheid en trouw.)

## Geschiedenis
Het werd opgericht op 18 december 1896. Het is de oudste christelijke studentenvereniging in München. Münchener Wingolf is sinds 1897 lid van Wingolf. In 1926 nam Münchener Wingolf de leiding over de Wingolf over.
Münchener Wingolf wordt gecoördineerd door een uit drie leden bestaande raad die is gekozen om het dagelijkse leven en de externe relaties van het bedrijf te leiden, besloten evenementen voor leden en gezamenlijke evenementen met andere academische organisaties te organiseren.

## Duitse literatuur
- Hugo Menze, Hans-Martin Tiebel: Geschichte des Wingolfs 1917–1970. Lahr 1971.
- Verband Alter Wingolfiten (Hrsg.): Geschichte des Wingolfs 1830–1994. 5. Auflage. Detmold 1998.
- Wilhelm Störmer (Hrsg.): 100 Jahre Münchener Wingolf, Selbstverlag zum 100. Stiftungsfest, München 1996.